# Härnösand
Härnösand er en by i Ångermanland med 18.003 indbyggere (2005). Den er hovedby i Härnösands kommune, residensby for Västernorrlands län og stiftsby i Härnösands Stift. Byen blev grundlagt i 1585 af Johan 3. af Sverige, med en placering på både fastlandet og på øerne Härnön, Mellanholmen, Kronholmen og Bockholmen, der for længst er blevet forenet med fastlandet.

## Kendte personer med tilknytning til Härnösand
- Lena Endre
- Thorbjörn Fälldin
- Bo Holmberg
- Carl Gustaf Nordin
- Elias Sehlstedt
- Anders Jonas Ångström